# Tấm ván của Carneades
Trong Luận lý học, Tấm ván của Carneades là một thí nghiệm tưởng tượng được đề xuất bởi nhà triết học Hy Lạp Carneades vào thế kỷ thứ 2 trước Công nguyên; Là khái niệm về bảo vệ bản thân liên quan đến giết người.
Trong thí nghiệm tưởng tượng, có hai thủy thủ bị đắm tàu, A và B. Cả hai đều nhìn thấy một tấm ván mà chỉ có thể hỗ trợ một trong số họ và cả hai người trong số họ bơi về phía tấm ván. Thủy thủ A có được tấm ván trước. Thủy thủ B đẩy thủy thủ A ra khỏi tấm ván và làm cho thủy thủ A chết đuối. Thủy thủ B lấy được tấm ván và được người khác cứu sống. Trong thí nghiệm tưởng tượng đặt ra câu hỏi liệu Thủy thủ B có thể bị xét xử về tội giết người bởi vì B đã giết A để sống, nhưng sau đó nó được cho là Bảo vệ Bản Thân trước hiểm họa nên Thủy thủ B được tự do.
Trường hợp của Speluncean Explorers trong triết học pháp lý Lon Fuller là một thăm dò tương tự của đạo đức và pháp lý trong chủ nghĩa cực đoan.